# Schiller Zsigmond
Schiller Zsigmond (Ógyalla, 1847. szeptember 17. – Budapest, 1920. szeptember 12.) újságíró, botanikus. Kinszki Imre fotográfus nagyapja, Schiller Henrik hírlapíró bátyja.

## Életpályája
Schiller József és Vogel Júlia fia. Jogi tanulmányait a bécsi és a pesti egyetemen végezte. 1872-ben lett jogi doktor és ügyvéd, 1873-tól ügyvédi gyakorlatot folytatott, 1880-ig Budapesten, majd 1884-ig Pozsonyban. 1872-től munkatársa, 1884-től segédszerkesztője, 1906-tól felelős szerkesztője volt a Pester Lloydnak.

## Munkássága
Politikai, közgazdasági és jogi cikkeket írt a Budapesti Szemlébe, jogi szak- és napilapokba. Költemények és elbeszélések írása mellett botanikával, a magyarországi flóra kutatásával is foglalkozott.
Botanikai cikkei főleg az Österreichische Botanische Zeitschriftben és a Botanikai Közleményekben jelentek meg. Németre fordította Kautz Gyula A nemzetgazdasági eszmék fejlődési története Magyarországon…című munkáját (Budapest, 1876).

## Főbb munkái
- Nyitra város és környéke növényföldtani viszonyainak leírása (Magyar Orv. és Term. vizsgálók munkálatai, Pozsony, 1866)
- Die Organisirung der Schwesterstädte Pest und Ofen (Pest, 1872)
- Entwicklungsgeschichte der volkswirtschaftlichen Ideen in Ungarn. Von Julius Kautz. Fordítás. (Budapest, 1876)
- A részvényes kereseti jogáról, különös tekintettel a magyar kereskedelmi törvény 174. §-ára (Budapest. 1877. Ullmann Sándorral közösen)
- A Ranunculus binatus Kit. fejlődéstörténeti rendszertani vizsgálata (Mathematikai Természettudományi Értesítő 1917)

## Családja
Házastársa Stein Netti (1856–1940) volt, Stein Móric és Vogel Mária lánya, akit 1873. szeptember 7-én Nyitrán vett nőül.
Gyermekei
- Schiller Blanka (1874–1958).[8] Baumhorn Lipót építész felesége.
- Schiller József (1876–1945)[9] újságíró.
- Schiller Paula (1879–?). Férje Kinszki Henrik (Ármin) volt.
- Schiller Kornélia (1882–1904).[10] Férje dr. Neuwirth Gusztáv (1866–1921) orvos volt.
- Schiller Friderika (1886–?) tanítónő. Első férje dr. Schiller Bódog jogtörténész, egyetemi tanár,[11] második férje Picker Frigyes részvénytársasági igazgató volt.[12]
- Schiller Ottó (1890–?) magánhivatalnok, a Textilgyárosok Országos Szövetségének főtitkára. Felesége Kovács Ilona volt.[13]